# 黎民祐
黎民祐（1918年—），廣東東莞人，前香港警務處刑事偵緝高級警長，後來因為貪污而被判處入獄。

## 生涯
黎民祐於1935年加入警察隊任信差，一年後轉為警員，香港淪陷時期，返回家鄉東莞避難，並經營運輸生意，直至香港重光後，重返香港警察隊，後來獲挑選轉任為刑事偵緝警員。1956年，黎民祐獲晉升任至刑事偵緝高級警長，期間曾經駐守於港島區及九龍區等的雜差房，包括灣仔、深水埗、黃大仙及油麻地等人口密集的環頭，同時黃、賭、毒等罪惡温床，乘機獲得豐厚財產。黎民祐是（刑事偵緝高級警長及刑事偵緝甲級高級警長職級獲得重新設立後）第一代的刑事偵緝高級警長，藍剛加入警探隊時，亦是黎的下屬。 
於1968年8月至12月間，反貪污部開始對其資產展開調查，兩度要求黎民祐解釋其財產來源，黎民祐辯稱為於大陸營商時所得，調查最終不得要領。同年12月18日，黎民祐獲反貪污部召見，被5名警察隊高層人員盤問，要求黎民祐解釋其奢華生活及財富來源的問題，包括以其個人、妻子、同居女友等名義所持有的300多萬元的資產，包括土地、樓宇及銀行存款等。黎民祐聲稱其資產的主要來源為戰時的生意，包括變賣房屋、土地，及將運輸生意中的貨車出售等等。反貪污部無法向其套取有利的口供或證據，故此只好由黎民祐於1969年8月13日提早退休的申請。時宜，黎民祐51歲，另外開設一所證券投資公司。

## 判決過程
1976年8月28日，廉政公署從反貪污部接手黎民佑案件，重新展開調查。1977年1月5日，廉政公署根據《防止賄賂條例》第10條對其作出拘捕，要求他解釋超出官職的收入，並且沒收旅遊證件，禁止其將資產作出任何變動。1977年5月，黎民祐申請撤銷對其的禁制令，強調於上述條例生效前經已退休，故此不應受到相關法例規管。同年7月，被高等法院的駁回。後來兩次上訴，亦遭駁回。
1978年10月17日，律政司根據廉政公署所提供的調查報告及證據，對其進行檢控，同日在裁判法院提堂，控告黎民祐於上述所提到的法例生效以前，擁有530萬港元的資產，與其在警察隊服務時所得的22萬8千港元薪金不相稱，黎民祐對此作否認控罪。同年11月1日，黎民祐獲准以巨額保釋，包括100萬港元現金、一名人事擔保200萬港元及其妻子名下1,295萬港元的物業擔保。案件於1979年3月5日在地方法院開審，黎民祐再否認控罪。同年5月，黎民祐再次以巨額保釋，包括100萬港元現金、一名人事擔保200萬港元及其妻子名下1,300萬港元的擔保。於1979年7月4日，控方估計其擁有可動用資產於案件判決時已升至約2,150萬元，裁定其貪污罪名成立，即時入獄兩年，及充公1千600萬港元。

## 外部連結
- 探長貪污案（页面存档备份，存于）